# ムレイ・ポール
ムレイ・ポール（Murray Pole Ndlovu、1984年12月27日 - ）は、ジンバブエの元男子バレーボール選手、指導者である。

## 来歴
ブラワヨ出身。11歳の時に首都ハラレの軍事施設のチームでバレーボールを始め、18歳でジンバブエ代表に選出される。
高校を卒業した際は国内の大学に合格していたが、学費を工面できずに進学を断念している。
ボツワナと南アフリカのチームでプレーした後、24歳の時にバレーボール特待生としてヨハネスブルグ大学に進学。
2012年、大分三好ヴァイセアドラー部長の三好博からのスカウトを受け来日し、練習生として入団。9人制チームでアタッカーとしてプレーし、Vリーグにはチームスタッフとして登録された。
2014年、大分三好のコーチに就任。
2021年、小川貴史の後任として監督に就任した。
2024年、大分三好が休部となり、岡山シーガルズのコーチに就任。

## 人物
- 現役時代のポジションはセッター。
- 来日する4年前にも三好博からの誘いはあったが、その際はお金がなくて断る。次の誘いは大学卒業のタイミングであったため来日が実現した[5]。
- 日本で結婚し、子供がいる。シーガルズのコーチ就任に伴い、家族を大分に残し赤磐市に単身赴任している[6]。

## 球歴
- ジンバブエ代表キャプテン（2003-2011年）
- 南アフリカ大学選手権 MVP3回

## 所属チーム

### 選手
- クランボーン・ボーイズ・ハイスクール（英語版）
- プリンスエドワード・ハイスクール（英語版）
- Kutlwano VC
- Cigma VC
- ヨハネスブルグ大学（2009-2012年）
- 大分三好ヴァイセアドラー（練習生、2012-2014年）

### 指導者
- 大分三好ヴァイセアドラー
  - コーチ（2014-2021年）
  - 監督（2021-2024年）
- 岡山シーガルズ コーチ（2024年-）